# ランニングスカート
ランニングスカート（running skirt）とは、主に女性が走る際のスポーツウェアファッションの一種である。アメリカにおいて2000年代に登場した。「ランスカ」と略される場合も多い。

## 概説
もともとランニングやマラソン大会においては、女性も男性と同じショートパンツを着用するのが主だったが、近年はランニング用タイツを着用する選手が増えている。これは、防寒（マラソン大会が秋から春の寒い時期に行われることが多いのも一因である）や身体のサポート機能を重視したものであり、普及を見せているが、反面、ヒップラインが強調されるため、恥ずかしいと感じる女性ランナーも多い。
このため、「ランニング用タイツを着用した上で、ヒップラインを隠す」、さらには「女性らしいファッションアピールをする」といった目的で、ランニング用品の一環として、多くのスポーツメーカーが販売を始めた。
ランニング用品であるため、激しい運動による動きにも耐えうる、伸縮性が高く丈夫な素材が用いられる。その一方で、通常のスカートと同様のカラフルでファッション性に富む製品が増えている。
また、走ることを前提としているため、当然ながらミニスカートである。

## 普及の背景
元来、女性スポーツ選手のユニフォームとしてスカート（スコート）は多く用いられてきた。ゴルフを初めとし、テニス、フィールドホッケーやラクロス、チアリーディング、ボウリングなどに加え、近年は卓球やバドミントン、バレーボール、ボクシングにおいてもスカート着用者が見られる。
このような状況の中で、市民ランナーがスカートを着用することは一般的になっている。
特に2000年代末からのランニング･マラソンブームにより、女性ランナーが著しく増加したことや、女性らしいファッションで走ること（いわゆる「美ジョガー」）を提唱する雑誌記事の影響も一因といえる。
さらに、多くの市民マラソン大会では、参加の際の服装規定が寛容であることも影響している。
もっとも、上述のような状況は市民ランナーに限定した場合であり、オリンピックなどのような国際大会で、女性ランナーがランニングスカートを着用する例は皆無といってよい。
なお、山登り・山歩きにも、同様の重ね履き（山スカート）をする女性もいる。山ガールと呼ばれる場合がある。膝上だが、ランニングスカートよりは比較的長めのものが多い。